# Xialiang
Xialiang (kinesiska: 下两) är en köpinghuvudort i Kina. Den ligger i provinsen Sichuan, i den sydvästra delen av landet, omkring 300 kilometer nordost om provinshuvudstaden Chengdu. Antalet invånare är 20 759. Befolkningen består av 10 242 kvinnor och 10 517 män. Barn under 15 år utgör 25,0 %, vuxna 15-64 år 64 %, och äldre över 65 år 9,0 %.
Runt Xialiang är det tätbefolkat, med 459 invånare per kvadratkilometer. Närmaste större samhälle är Gaoqiao, 6,4 km öster om Xialiang. I omgivningarna runt Xialiang växer i huvudsak blandskog.
Genomsnittlig årsnederbörd är 1 375 millimeter. Den regnigaste månaden är juli, med i genomsnitt 309 mm nederbörd, och den torraste är december, med 3 mm nederbörd.